# 9 Story Media Group
9 Story Media Group Inc. es una productora canadiense  y distribuidor internacional con sede en Toronto, Ontario.

## Historia

### Como 9 Story Entertainment (2002–2013)
La compañía estuvo fundada en septiembre de 2002 por Vince Commisso y Steven Jarosz con el nombre de 9 Story Entertainment. El 21 de septiembre de 2006, 9 Story lanzó una división de distribución internacional encabezada por Natalie Osborne, conocida como 9 Story Enterprises.
El 20 de septiembre de 2011, 9 Story Entertainment se convirtió en coproductor y distribuidor de la serie infantil Arthur de WGBH. 9 Story produjo la serie desde su temporada 16 hasta su temporada 19.
El 8 de abril de 2013, 9 Story anunció que adquiriría la biblioteca de distribución para niños y familias de CCI Entertainment; la adquisición se completó el 24 de julio.

### Como 9 Story Media Group (2014-presente)
El 10 de octubre de 2014, 9 Story Entertainment cambió su nombre a 9 Story Media Group, luego de que Neil Court y Zelnick Media Capital se convirtieran en los propietarios.
El 18 de agosto de 2015, 9 Story Media Group adquirió el estudio de animación irlandés Brown Bag Films.
El 25 de mayo de 2016, 9 Story Media Group adquirió los derechos de distribución global de Garfield y sus amigos.
El 21 de octubre de 2016, la división de distribución de 9 Story, 9 Story Enterprises, pasó a llamarse 9 Story Distribution International y trasladó sus operaciones de Toronto a Dublín, Irlanda.
El 15 de octubre de 2017, 9 Story Media Group renombró su estudio de animación 2D de Toronto como Brown Bag, y Brown Bag Films se convirtió en la división de animación 2D y 3D de 9 Story. Al mismo tiempo, Brown Bag Films se convirtió en una de las principales divisiones de 9 Story, junto con 9 Story Distribution International.
El 12 de enero de 2018, 9 Story Media Group anunció que habían adquirido Out of the Blue Enterprises (ahora conocido como 9 Story USA) por un monto no revelado. Out of the Blue se convirtió en una filial de 9 Story y adquirió los derechos de Colorforms.
El 10 de julio de 2018, 9 Story adquirió el catálogo de distribución de Breakthrough Animation.
El 4 de febrero de 2019, 9 Story Media Group anunció que habían adquirido el estudio de animación indonesio BASE por un monto no revelado, y el estudio se convirtió en una filial de la compañía.
El 1 de abril de 2019, 9 Story firmó un acuerdo con Scholastic Corporation para distribuir 230 medias horas de programación, lo que elevaría la biblioteca de contenido general de 9 Story en ese momento a 4000 medias horas de programación. En 2022, Vince Commisso fue nombrado junto a John Galway como ganador del Premio Tributo a la Junta Directiva de la Academia de Cine y Televisión Canadienses en la décima edición de los Canadian Screen Awards.
El 5 de febrero de 2024, 9 Story adquirió la empresa canadiense Portfolio Entertainment, incluido su catálogo de distribución, listas de desarrollo y producción. La directora ejecutiva de Portfolio, Lisa Olfman, se convirtió en productora ejecutiva de 9 Story, donde reportará a Commisso.
El 12 de marzo de 2024, Scholastic anunció que adquiriría intereses económicos completos y derechos de voto de minorías en 9 Story por 186 millones de dólares; la transacción se cerrará en el primer trimestre de 2025 de Scholastic (a partir del 1 de junio de 2024).